# Нелинейное программирование
Нелинейное программирование (NLP, англ. NonLinear Programming) — случай математического программирования, который не сводится к постановке задачи линейного программирования (например, в котором целевой функцией или ограничением является нелинейная функция).
Задача нелинейного программирования ставится как задача нахождения оптимума определённой целевой функции {\displaystyle F(x_{1},\ldots x_{n})} при выполнении условий
{\displaystyle g_{j}(x_{1},\ldots x_{n})\geq 0}
где {\displaystyle x_{i},i=1,\ldots ,n} — параметры, {\displaystyle g_{j},j=1,\ldots ,s} — ограничения, {\displaystyle n} — количество параметров, {\displaystyle s} — количество ограничений.
В отличие от задачи линейного программирования, в задаче программирования нелинейного оптимум не обязательно лежит на границе области, определённой ограничениями.

## Методы решения задачи
Одним из методов, которые позволяют свести задачу нелинейного программирования к решению системы уравнений, является метод неопределенных множителей Лагранжа.
Если целевая функция {\displaystyle F} является линейной, а ограниченным пространством является политоп, то задача является задачей линейного программирования, которая может быть решена с помощью хорошо известных решений линейного программирования.
Если целевая функция является вогнутой (задача максимизации) или выпуклой (задача минимизации) и множеством ограничений служит выпуклая, то задачу называют выпуклой, и в большинстве случаев могут быть использованы общие методы выпуклой оптимизации.
Если целевая функция является отношением вогнутых и выпуклых функций (при максимизации) и ограничения выпуклые, то задача может быть преобразована в задачу выпуклой оптимизации использованием техник дробного программирования.
Существуют несколько методов для решения невыпуклых задач. Один подход заключается в использовании специальных формулировок задач линейного программирования. Другой метод предусматривает использование методов ветвей и границ, где задача делится на подклассы, чтобы быть решенной с выпуклыми (задача минимизации) или линейными аппроксимациями, которые образуют нижнюю границу общей стоимости в пределах раздела. При следующих разделах в определенный момент будет получено фактическое решение, стоимость которого равна лучшей нижней границе, полученной для любого из приближенных решений. Это решение является оптимальным, хотя, возможно, не единственным. Алгоритм можно прекратить на ранней стадии, с уверенностью, что оптимальное решение находится в рамках допустимого отклонения от найденной лучшей точки; такие точки называются ε-оптимальными. Завершение ε-оптимальных точек, как правило, необходимое для обеспечения конечности завершения. Это особенно полезно для больших, сложных задач и задач с неопределенными расходами или значениями, где неопределенность может быть определена из соответствующей оценки надежности.
Дифференцирование и условия регулярности, условия Каруша — Куна — Таккера (ККТ) обеспечивают необходимые условия оптимальности решения. При выпуклости, эти условия являются и достаточными.
Другим методом решения задач нелинейного программирования является динамическое программирование.